# Dyspraxie
Dyspraxie patří mezi specifické poruchy učení. Pojem dyspraxie (dyspraxia) je odvozen z řečtiny a vyjadřuje snížené pohybové schopnosti. Jedná se o vývojovou poruchu motorických funkcí definovanou jako postižení či nezralost v plánování a organizaci pohybů.
Porucha se v lékařském prostředí objevila již na začátku 20. století, kdy byla nejprve popisována jako „vrozená nešikovnost“. Později byla dyspraxie definována roku 1947 v lékařském lexikonu The American Illustrated Medical Dictionary jako „částečná ztráta schopnosti vykonávat koordinované pohyby“. Takto postižené dítě projevuje nesoulad mezi svými pohybovými schopnostmi a věkem, těžko si osvojuje komplexní pohybové dovednosti, jeho hrubá motorika je zpožděná (týká se zejména nápodoby předváděných pohybů), následně pak má problémy s úlohami vyžadujícími jemnou motoriku. Postižený je pak často označován jako nemotora či nešika.
Neinformovaným lidem se může takové dítě jevit jako líné, bez zájmu, nevychované či neukázněné. Tyto vnější projevy však jsou důsledkem vnitřních pocitů méněcennosti, nepochopení, osamění a bezmocnosti. Dítě se pak na sebe snaží upozornit, vedeno snahou o získání pomoci. Dnes se pojmem dyspraxie myslí především vývojová dyspraxie, předpokladem je tedy nepostačující vývoj motorických schopností. Příčiny této poruchy zatím nejsou plně definovány. S největší pravděpodobností se jedná o vývojové opoždění zasahující právě motorické funkce, jak bylo zmíněno výše (jemná a hrubá motorika, artikulační dovednosti). Existují dva klasifikační systémy, podle kterých se diagnostikuje dyspraxie. Jedná se o DSM-IV-TR a DSM-V, které pracují s pojmem vývojová porucha koordinace. Poté jde o MKN-10, kde používají termín specifická vývojová porucha motorických funkcí.

## Projevy
Mezi některé typické projevy patří:
- V předškolním věku:
  - neobratnost při dětských hrách (např. při jízdě na koloběžce)
  - potíže v oblasti sebeobsluhy (stolování, oblékání apod.)
- V mladším školním věku:
  - pohybová neobratnost a špatná koordinace zejména v tělocviku a praktické výuce
  - potíže s psaním (pomalé tempo psaní, neúhledný rukopis, …)
  - motorický neklid (dítě se stále vrtí)
- Ve starším školním věku:
  - vyřazení ze sportovních aktivit a některých zájmových činností
  - zvýšená unavitelnost

### Diagnóza
- Podle DSM-IV-TR jsou důležitá následující kritéria pro přidělení diagnózy:
  - každodenní pohybové činnosti neodpovídají věku a inteligenci jedince
  - motorické výkony jedince narušují osvojování školních dovedností a aktivit v běžném životě
  - u jedince není diagnostikováno generalizované onemocnění ani pervazivní vývojová porucha
  - je-li zaznamenána mentální retardace, pohybové potíže jsou vážnější, než je u mentální retardace obvyklé
- Pro přidělení diagnózy musí být dle MKN-10:
  - začátek v kojeneckém věku nebo v dětství
  - postižení nebo opoždění zřejmé ve vývojí funkcí, které mají silný vztah k biologickému zrání CNS
  - postižení vykazující stálý průběh
  - většinou postižena řeč, prostorová orientace a motorická koordinace

## Speciální vzdělávací potřeby
Dle vyhlášky č. 27/2016 spadá žák do druhého stupně podpory. „Charakter vzdělávacích potřeb žáka, pro kterého je tento stupeň určen, je ovlivněn aktuálním zdravotním stavem žáka, opožděným vývojem, (…) problémy v počáteční schopnosti učit se a připravovat se na školní práci, specifickými poruchami učení a chování, mírným oslabením sluchových nebo zrakových funkcí, mírnými řečovými vadami, oslabením dorozumívacích schopností, (…) a dalšími specifiky, která vyžadují využívání individuálního přístupu ke vzdělávacím potřebám žáka, úpravy v organizaci a metodách výuky, v hodnocení žáka, ve stanovení postupu i forem nápravy a případného využití podpůrného opatření v podobě individuálního vzdělávacího plánu. Problémy žáka ve vzdělávání lze charakterizovat jako mírné, lze je obvykle kompenzovat s využitím speciálních učebnic a speciálních nebo kompenzačních pomůcek, s podporou předmětu speciálněpedagogické péče a úpravami pedagogické práce.“
Podle vyhlášky č. 27/2016 se můžeme pokusit zajistit pro žáka kompenzační pomůcky do výuky v podobě speciální pomůcky pro vyvození a upevnění správného úchopu (150,-) nebo pracovní sešity pro výuku naukových předmětů (500,-) či pracovní materiály pro rozvoj koncentrace pozornosti (500,-). Nabízí se i možnost vytvoření individuálního vzdělávacího plánu, který by se týkal především tělesné, výtvarné a pracovní výchovy. Neměli bychom zapomínat ani na možnost reedukace, kterou nám mohou poskytnout vyškolení učitelé v kroužku nebo doplňovací hodině či speciální pedagogové, kteří budou s největší pravděpodobností užívat jedné z mnoha terapií.